# Gilles Sunu
Gilles Sunu (Châteauroux, 30 maart 1991) is een Frans voetballer die doorgaans als aanvaller speelt. Hij verruilde Évian Thonon Gaillard in juli 2015 voor Angers SCO.

## Clubcarrière
Sunu werd geboren in Châteauroux en sloot zich op achtjarige leeftijd aan bij LB Châteauroux. Tien jaar later verhuisde hij naar het Engelse Arsenal. Op 22 september 2009 debuteerde hij voor Arsenal in de League Cup tegen West Bromwich Albion. In februari 2010 werd besloten om hem voor de tweede helft van het seizoen 2010/11 uit te lenen aan Derby County. Per 31 januari 2011 werd hij voor zes maanden uitgeleend aan het Franse Lorient. Op 31 augustus 2011 zette hij zijn handtekening onder een vast contract. Op 6 november 2011 scoorde hij zijn eerste doelpunt voor Lorient tegen AC Ajaccio.

## Interlandcarrière
Sunu kwam uit voor diverse Franse nationale jeugdelftallen. Op het EK –19 2010 in eigen land scoorde hij net na rust de gelijkmaker in de finale tegen Spanje, waarna Alexandre Lacazette het winnende doelpunt maakte na 82 minuten.
1 Bernardoni ·
3 Doumbia ·
4 Pavlović ·
5 Mangani ·
6 Ebosse ·
7 Alioui ·
8 Traoré  ·
9 Diony ·
10 Fulgini ·
11 Cabot ·
12 Ould Khaled ·
13 Boufal ·
14 Coulibaly ·
15 Capelle ·
16 Butelle ·
18 Amadou ·
19 Bahoken ·
20 Thioub ·
21 Cho ·
23 Bobichon ·
24 Thomas ·
25 Bamba ·
27 Pereira Lage ·
28 El Melali ·
29 Manceau ·
30 Petković ·
31 Pape Diaw ·
32 Touré ·
37 Bemanga ·
Loucif ·
Coach: Moulin